# 청빈 논쟁
청빈 논쟁(theoretical poverty controversy)은 1320년대에 교황 요한 22세와 프란치스코회 사이에 벌어진 교리논쟁이다.
프란치스코회는 그리스도는 절대적으로 무소유했다(absolute poverty)는 가르침을 가지고 있었고, 이러한 경향은 특시 1210년에서 1323년까지 두드러졌다. 이에 따르면 그리스도와 사도들은 사유재산도 공유재산도 일체 소유한 것이 없다는 것이었다. 이러한 회칙의 근거는 누가복음 9장 3절이었다.
세속권력화된 교황청은 이러한 극단적 무소유를 받아들일 수 없었다. 요한 22세는 1323년 11월 Cum inter nonnullos 칙서에서 프란치스코회의 절대적 무소유는 이단 교리라고 선언했다. 그러나 이를 받아들이지 못한 프란치스코회 급진파(영성파)는 신성로마황제에게 붙어 이후 몇 년간 교황과의 대결을 이어나갔다.